# Omšenská Baba
Omšenská Baba je přírodní rezervace v katastrálním území obce Omšenie v okrese Trenčín v Trenčínském kraji na Slovensku. Území bylo vyhlášeno v roce 1967 a jeho rozloha je 36,12 hektaru. Předmětem ochrany je bradlo z triaských vápenců a dolomitů s charakteristickou vápencovou skalní květenou.